# Mogielnica (gmina w województwie tarnopolskim)
Mogielnica – dawna gmina wiejska w powiecie trembowelskim województwa tarnopolskiego II Rzeczypospolitej. Siedzibą gminy była Mogielnica.
Gminę utworzono 1 sierpnia 1934 r. w ramach reformy na podstawie ustawy scaleniowej z dotychczasowych gmin wiejskich: Łaskowce, Mogielnica, Romanówka i Wierzbowiec.
Po II wojnie światowej obszar gminy znalazł się w ZSRR.